# 千里光族
千里光族（Senecioneae）是菊科最大的一個族，下含150屬、約三千種（其中三分之一屬於千里光屬 ）各類陸生、水生、岩生草本、灌木和喬木。
千里光屬的植物含有吡啶生物碱、四胞菊屬植物含有呋喃佛术烷，這些都會使誤食它們的牲畜中毒。

## 外部連接
维基共享资源上的相關多媒體資源：千里光族
 維基物種上的相關：千里光族